# Anethofuran
Anethofuran (auch Dillether) ist ein Bestandteil von ätherischen Ölen. Es ist ein Monoterpen-Ether mit der Summenformel C10H16O.

## Vorkommen
Es kommt unter anderem in Kümmel und Dill vor. Im ätherischen Öl des Dillkrautes bildet es einen der charakteristischen Geruchsstoffe und macht einen beträchtlichen Anteil am Öl aus, in kubanischem Dillöl wurden 14,85 %, im Dillöl aus Réunion sogar 20,80 % Anethofuran festgestellt.

## Eigenschaften
Der Geruch wird als krautig und typisch nach Dill beschrieben. Der Flammpunkt liegt bei 73 °C.